# Neomarxisme

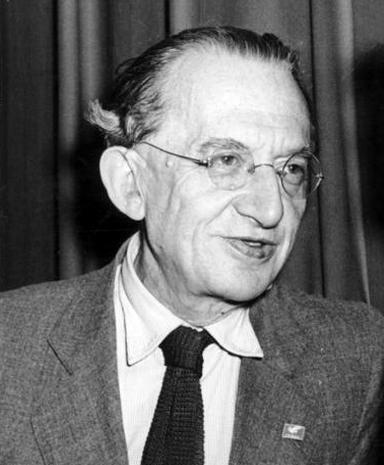
Georg Lukács

Het neomarxisme omvat een aantal marxistische denkstromingen in de westerse wereld die vanaf de jaren 1920 nieuwe interpretaties van Karl Marx' denken maakten, onafhankelijk van het marxisme-leninisme en de politieke praktijk daarvan in de Sovjet-Unie en andere communistische landen. Ze houden wel vast aan de cruciale rol van de klassenstrijd en de band met de arbeidersbeweging.
Georg Lukács, Karl Korsch en Antonio Gramsci worden ook wel gezien als vertegenwoordigers van het westers marxisme zoals dat ontstond in de jaren 1920. Het daardoor geïnspireerde neomarxisme ontwikkelde zich via de Frankfurter Schule, Louis Althusser en het Italiaans autonoom marxisme. Deze stromingen worden vaak gevat onder de term van kritische theorie, hoewel deze term ook enger wordt gebruikt voor het werk van de Frankfurter Schule of breder ook postmarxisten bevat zoals Michel Foucault.

## Frankfurter Schule
De Frankfurter Schule gaat terug tot het ontstaan van het Instituut voor Sociaal Onderzoek (Institut für Sozialforschung, IfS) in 1924. Van echt neomarxisme kan men echter slechts spreken vanaf 1931 toen Max Horkheimer de leiding van het instituut overnam. Hij introduceerde de term kritische theorie om het ideaal van dit instituut te beschrijven. Het instituut moest enerzijds de disciplinaire grenzen van de sociologie overstijgen – en bijvoorbeeld ook aandacht hebben voor filosofie en psychoanalyse – en anderzijds niet louter descriptief te werk gaan, maar ook normatief. Men moest breken met het klassieke idee van de sociologie al zou zij slechts moeten beschrijven wat de huidige stand van zaken is in de maatschappij en het oordelen aan een ander overlaten. De Frankfurter Schule moet zelf kritisch zijn tegenover de huidige kapitalistische maatschappij.
Deze school heeft vele bekende neomarxisten voortgebracht, waaronder Theodor W. Adorno, Erich Fromm, Jürgen Habermas, Otto Kirchheimer, Leo Löwenthal, Herbert Marcuse, Franz Neumann, Friedrich Pollock en Karl Wittfogel. Ook Walter Benjamin was met dit instituut verbonden. Door de opkomst van het nationaalsocialisme in Duitsland moest het instituut vanwege zowel de marxistische als joodse achtergrond verhuizen naar de Verenigde Staten. Aan de New School for Social Research kwam onder andere het werk The Authoritarian Personality (1950) tot stand.

### Dialectiek van de Verlichting

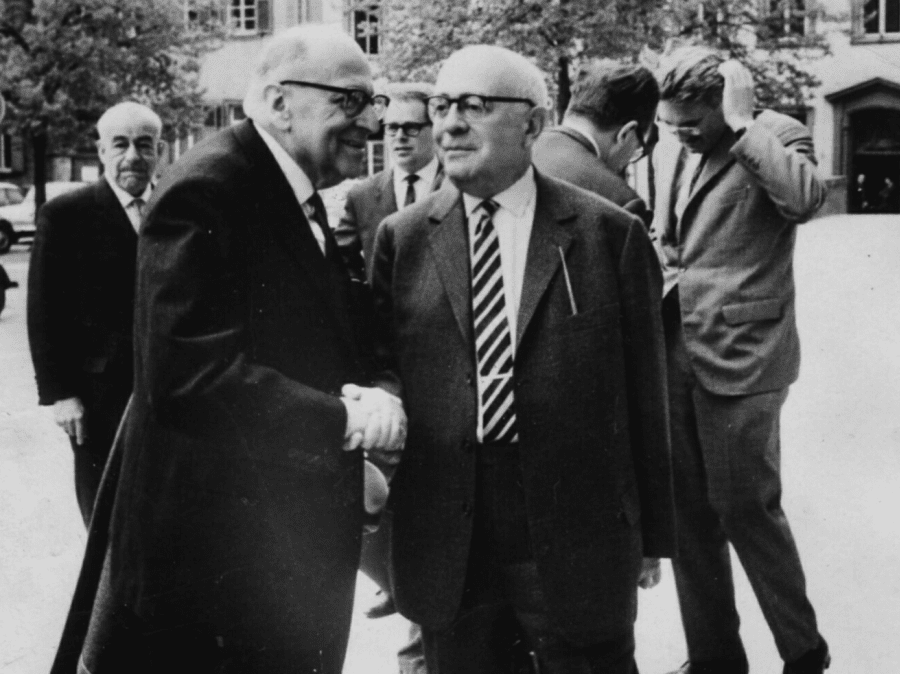
Max Horkheimer en Theodor Adorno, twee prominente leden van de Frankfurter Schule

De Frankfurter Schule heeft zich sterk beziggehouden met fenomenen zoals het fascisme en het antisemitisme. In het werk Dialektik der Aufklärung (1947) van Adorno en Horkheimer verbinden zij deze fenomenen met de gehele westerse geschiedenis. Volgens hen waren het fascisme en de Holocaust geen toevallige fenomenen, maar vloeiden ze rechtstreeks uit de Verlichting voort. De rede is immers traditioneel gericht op het manipuleren en beheersen van de natuur. De mens is echter zelf deel van die natuur en zo komt er dus ook een controle op de mens (zowel andere mensen als het eigen lichaam) tot stand. Deze onderdrukking leidde uiteindelijk tot het fascisme. 
Adorno en Horkheimer, die dit boek schreven in de Verenigde Staten, vreesden dat gelijkaardige fenomenen in Amerika zouden opduiken. Centraal in dit boek staat dan ook het concept van cultuurindustrie, dat voornamelijk is geïnspireerd op de Amerikaanse situatie. Cultuur wordt volgens Adorno en Horkheimer vandaag de dag geproduceerd alsof het om materiële goederen zou gaan. Kunst is niet meer de onderscheiden van consumptiegoederen. Adorno ziet muziek bijvoorbeeld, hij denkt in de eerste plaats aan jazz, als een reeks variaties met een gemeenschappelijke voorgeprogrammeerde structuur. Liedjes lijken wel elk uniek te zijn, maar in feite gaat het steeds om hetzelfde met slechts kleine accenten die verschillen, zoals de stemkleur of de tekst.

### Benjamin en Marcuse

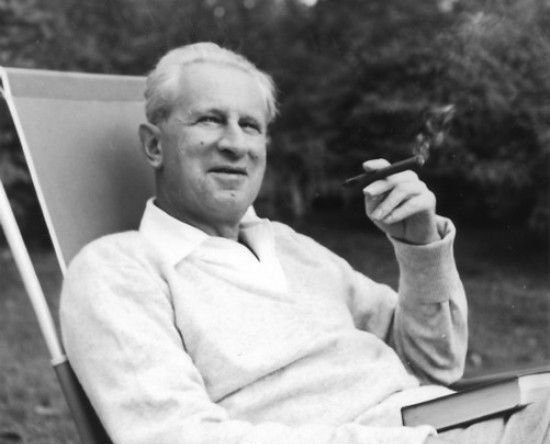
Herbert Marcuse

Gelijkaardige kritische analyses komen van denkers zoals Benjamin en Marcuse. Benjamin beschrijft in zijn essay Das Kunstwerk im Zeitalter seiner technischen Reproduzierbarkeit (1936) de teloorgang van de aura van het kunstwerk door de opkomst van nieuwe technieken zoals fotografie en televisie. Deze nieuwe vormen van kunst zijn immers in staat om een kunstwerk eindeloos te reproduceren en zo verliest het concept van oorspronkelijk kunstwerk zijn betekenis. Van een foto of van een film bestaat er immers geen oorspronkelijk exemplaar, maar slechts verschillende kopieën. In die zin gaat de aura van het kunstwerk verloren: het hier en nu van het kunstwerk dat de mensen net aantrekt om naar musea en dergelijke te trekken. Een foto of film kan men overal bekijken.
Marcuse zette een kritiek uiteen op het kapitalisme in boeken als Eros and Civilization (1955) en One-Dimensional Man (1964). Het kapitalisme wordt gekenmerkt door fenomenen zoals incorporatie, repressieve tolerantie en valse behoeften. Met incorporatie bedoelt Marcuse dat vormen van kritiek steeds opgeslokt worden door het systeem zelf. Che Guevara vindt men bijvoorbeeld op talloze kledingstukken en men kan betalen voor cursussen in maatschappelijk verzet. Met repressieve tolerantie bedoelt Marcuse dat het kapitalisme de kritische denkers weliswaar een stem geeft en niet censureert, maar dat samen met eender welke andere stem. De meest idiote en radicale ideeën krijgen een even gewichtige stem in het maatschappelijk debat toebedeeld, maar daardoor verdwijnen de serieuze kritieken in de verzamelingen van vreemde en aanstootgevende meningen. Valse behoeften slaat dan weer op het feit dat het systeem niet kan voorzien in de echte diepe behoeften van individuen en in de plaats daarvan verschillende ervoor onbestaande en oppervlakkige behoeften creëert die het wel kan bevredigen (bijvoorbeeld de nood aan een tweede auto of een jaarlijkse reis naar Spanje). Zo wordt de illusie gewekt als zou het kapitalisme in alles kunnen voorzien.

## Autonoom marxisme
Vanaf de jaren 1960 en 1970 kwamen in Italië ook een reeks marxisten op die het marxisme in een andere richting uitwerkten. Dit is het autonoom marxisme met denkers als Mario Tronti, Oreste Scalzone, Franco Piperno, Christian Marazzi, Sergio Bologna, Franco Berardi, Maurizio Lazzarato, Paolo Virno en Antonio Negri. In Italië was rond die tijd de PCI invloedrijk, maar in zekere zin vervreemd van de arbeidersbeweging, zeker van het Zuiden. Naast het officiële communistische circuit kwamen er dan ook zogenaamde autonome fabriekscomités op die hun eigen belangen gingen verdedigen. Hun eisen gingen niet in de eerste plaats, zoals bij de PCI, over klassieke thema's zoals betere lonen. In plaats daarvan draaiden het er bij hen om de autonomie van de arbeider te bewaren: het leven was meer dan werken. Dit resulteerde onder andere in 1969 in hevige protesten en stakingen in Italië, onafhankelijk van de PCI en de vakbonden.
Deze arbeidsbewegingen hadden ook hun theoretici. Dit zijn de autonoom-marxisten. Een belangrijke organisatie was de Potere Operiao die van 1968 tot 1973 actief was, om dan over te gaan naar Autonomia Operiao. Eind jaren 1970 resulteerde dit weer in hevige protesten, terroristische aanslagen en stakingen. Als reactie zette de Italiaanse regering talloze kopstukken uit deze beweging, waaronder Negri, vast in de gevangenis.
Deze Italiaanse marxisten typeren de hedendaagse samenleving als postfordistisch. De tijd van de klassieke materiële arbeid is voorbij en we zitten thans in een tijd van de immateriële arbeid. Arbeid is met andere woorden niet meer te beschrijven via vaste arbeidsuren, vaste locaties (de fabriek) en mooi afgelijnde producten. In het Westen bestaat de arbeid vandaag de dag meer uit diensten, ICT of design. Bij deze zaken worden producten niet enkele geproduceerd binnen de fabriek, maar ook grotendeels daarbuiten: men bedenkt nieuwe strategieën of reclameslogans thuis of in het openbare leven. Tronti spreekt dan ook van de samenleving als een sociale fabriek: heel de maatschappij wordt opgenomen in het productieproces.

### De multitude

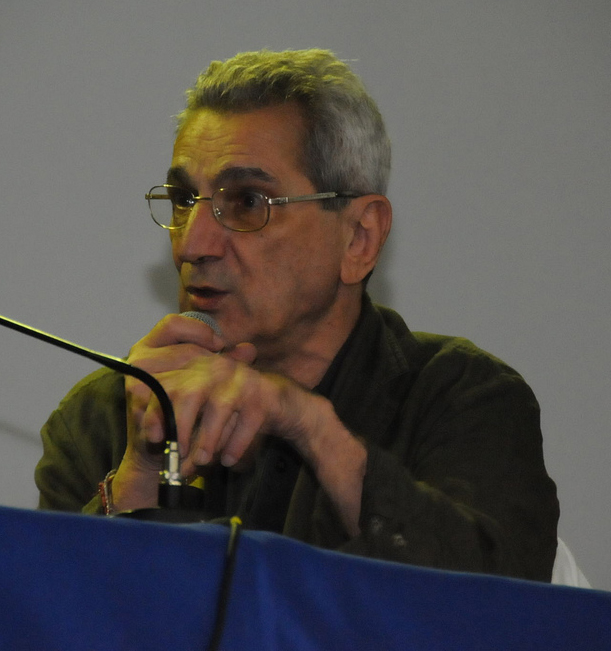
Antonio Negri

Een centraal begrip bij Virno en Negri is dat van multitude. Dit begrip halen zij bij Baruch Spinoza en contrasteren zij met dat van massa of volk, dat al bij onder meer Thomas Hobbes aanwezig is. Multitude of menigte slaat op het gegeven dat een verzameling mensen niet opgevat moet worden als een anonieme massa zonder enige macht (potenza), maar als een 'verzameling van singulariteiten': mensen die samenwerken, maar in een verband zonder hiërarchie, sociaal contract of soeverein. De potenza van de multitude komt daarentegen voort uit de potenties van de multitude zelf. Mensen zijn immers altijd in staat om een bepaalde taal te spreken (of te leren spreken) en om zichzelf (spontaan) te organiseren. Dit ziet de Italiaanse marxisten bijvoorbeeld aan het werk bij de autonome fabriekscomités in de jaren 1960. Meer alledaagse voorbeelden zoals een buurtcomité of een petitie zijn ook denkbaar.
Belangrijk voor deze Italiaanse marxisten is dat deze multitude los van de staat functioneert. Sterker nog, kan men stellen dat de multitude niet afhankelijk is van de staat, maar de staat wel van de multitude. De staat is immers geënt op een volk (dat in feite een onderworpen groep mensen is, aan een soeverein). In die zin gaat ook, op economisch vlak, de arbeid vooraf aan het kapitaal. Arbeid kan zonder kapitaal (ze kunnen het zelf organiseren), maar kapitaal kan niet zonder arbeid. Deze ideeën verbonden ze ook met de notie van biomacht (Michel Foucault). De hedendaagse politiek is met name gericht op controle over het lichaam, bijvoorbeeld binnen de gezondheidszorg, het onderwijs en het gevangeniswezen. Deze biopolitiek is echter niet enkel eenrichtingsverkeer van de staat naar de mensen, maar de mensen zelf, de multitude, hebben ook biomacht.
Het ideaal volgens deze marxisten is dan ook niet een soort directe strijd met de staat of vernietiging ervan. Daarentegen pleit Negri bijvoorbeeld voor een exodus: men vernietigt de staat niet, maar maakt zich ervan los, verlaat de staat. De multitude is immers in staat om zichzelf te organiseren.
Een heropleving van dit denken kwam rond de eeuwwisseling door toedoen van een reeks boeken gepubliceerd door Negri, samen met Michael Hardt. Het gaat om boeken zoals Empire (2000), Multitude (2004) en Commonwealth (2009). In deze werken typeren ze de hedendaagse wereld als een waar er geen centrale macht meer is, maar daarentegen een Empire: een centrumloos netwerk dat zich uitspant over de hele wereld en uit verschillende concentrische cirkels bestaat. Deze werken zijn een inspiratiebron voor het andersglobalisme.